# Fothergilla
Fothergilla é um género botânico pertencente à família Hamamelidaceae.
1. ↑  «Fothergilla — World Flora Online». www.worldfloraonline.org. Consultado em 19 de agosto de 2020